# Aqueduc Mokelumne

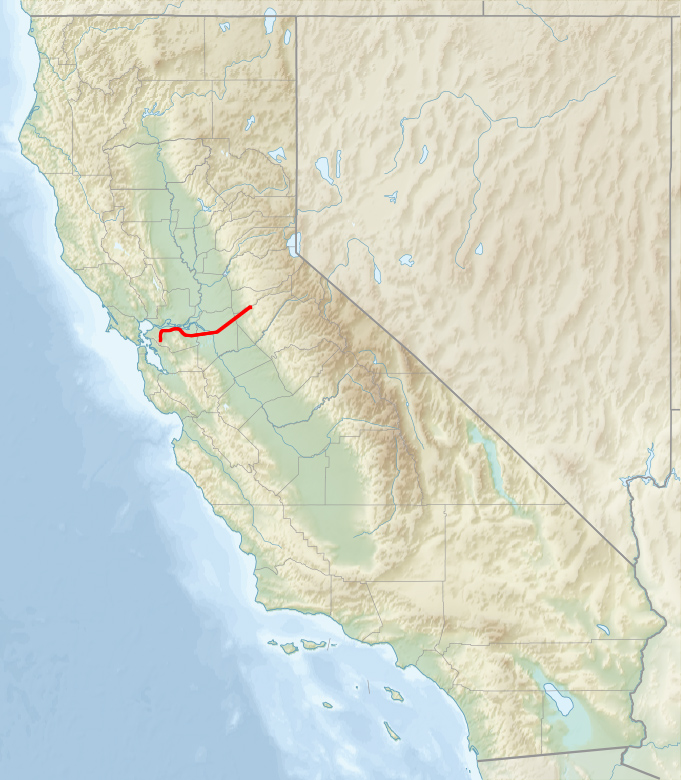
L'aqueduc Mokelumne.

L'aqueduc Mokelumne (en anglais : Mokelumne Aqueduct) est un aqueduc de Californie fournissant en eau plusieurs municipalités de l'East Bay dans la région de la baie de San Francisco à partir de la Mokelumne située dans la Sierra Nevada.